# Ciotka Tula
Ciotka Tula (hiszp. La tía Tula) – powieść hiszpańskiego pisarza Miguela de Unamuno napisana w 1920 roku w Salamance, wydana rok później. W Polsce ukazała się w 1978 roku w przekładzie Henryka Woźniakowskiego nakładem Wydawnictwa Literackiego.

## Treść
Książka opowiada historię dwóch sióstr Gertrudy i Rosy. Są one sierotami i ich jedynym opiekunem jest ich wuj, ksiądz don Primitivo. Siostry mieszkają razem i są do siebie bardzo przywiązane. Pewnego dnia w Rosie zakochuje się pewien młodzieniec, Ramiro. Rosa odwzajemnia jego uczucia i zostają małżeństwem. Wkrótce Rosa wydaje na świat dzieci: najpierw syna, a niedługo potem córkę. Gertruda przez większość czasu towarzyszy siostrze, doradza jej oraz opiekuje się nią i jej dziećmi. Po trzecim porodzie Rosa umiera. Gertruda przed jej śmiercią zobowiązuje się opiekować się jej dziećmi oraz mężem. Po śmierci siostry Gertruda wprowadza się do domu Rosy i czuwa nad dziećmi siostry oraz jej mężem Ramirem, w wyniku czego mężczyzna zakochuje się w niej i proponuje jej małżeństwo. Gertruda nie daje mu jednoznacznej odpowiedzi i prosi go, aby odczekali rok. Podczas tego czasu Ramiro nawiązuje romans ze służącą Manuelą, która zachodzi z nim w ciążę. Gertruda zmusza Ramira, aby ten ożenił się ze służącą. Po narodzinach dziecka, Gertruda wspiera Manuelę i pomaga jej w opiece nad dzieckiem. Wkrótce Manuela po raz kolejny zachodzi w ciążę z Ramirem, jednak stan jej zdrowa jest zły, ponieważ jest osłabiona jeszcze przez pierwszy poród. Tuż przed narodzinami ich drugiego dziecka, Ramiro zapada na zapalenie płuc i umiera. Po urodzeniu córeczki, Manuela, wykończona porodem, także umiera. Gertruda zostaje sama i opiekuje się dziećmi Rosy i Manueli do końca swojego życia.

## Postacie

### Postacie główne

#### Gertruda (Tula)
Jest główną bohaterką. Gertruda jest kobietą stanowczą i silną. Nie angażuje się w relacje damsko-męskie, jednak zauważalny jest u niej silny instynkt macierzyński, który determinuje jej życiowe wybory. Jest bardzo przywiązana do swojej siostry Rosy i nawet kiedy ta wychodzi za mąż i zakłada własną rodzinę, Gertruda stara się być obecna w życiu siostry. Po jej śmierci opiekuje się jej dziećmi oraz mężem. Pozostaje panną przez całe swoje życie i poświęca się wychowaniu dzieci siostry i Manueli.

#### Rosa
Siostra Gertrudy, która charakteryzuje się wielką urodą. Wychodzi za Ramira z którym ma trójkę dzieci: Ramirina, Rosę i Elwirę. Jest o wiele bardziej ustępliwa i łagodna niż jej siostra, dlatego nieustannie ulega jej wpływowi. Umiera po trzecim porodzie z powodu wyczerpania.

#### Ramiro
Młodzieniec, który zakochuje się w Rosie i potem zostaje jej mężem. To mężczyna, który, podobnie jak Rosa, cechuje się spolegliwością i jest podporządkowany Gertrudzie. Po śmierci Rosy, żeni się ze służącą Manuelą. Jest ojcem piątki dzieci. Umiera z powodu zapalenia płuc.

### Postacie drugoplanowe

#### Don Primitivo
Wuj sióstr Rosy i Gertrudy, którymi opiekuje się po śmierci ich rodziców. Jest księdzem. Dba o siostry, jednak stara się zachowywać odpowiedni dystans i nie ingerować zbytnio w życie swoich podopiecznych.

#### Manuela
Służąca, która zajmuje się domem Ramira i Gertrudy. Jest sierotą i przez większość życia mieszkała w przytułku. Kiedy Ramiro nawiązuje z nią romans, w wyniku którego zachodzi ona w ciążę, jest zawstydzona i ma poczucie winy. Dzięki interwencji Gertrudy staje się żoną Ramira. Wydaje na świat dwójkę dzieci. W wyniku wyczerpania drugim porodem, umiera.

## Tematyka

### Macierzyństwo
W utworze tematem najbardziej wyeksponowanym jest macierzyństwo. Celem głównej bohaterki jest zostać matką, jednak odmawia ona wstąpienia w związek małżeński z mężczyzną. Żeby spełnić marzenie o byciu matką, poświęca swoje całe życie wychowaniu dzieci, które z biologicznego punktu widzenia nie są jej.

### Miłość
Powieść zawiera w sobie różnego rodzaju wątki miłosne. Pierwszym wątkiem jest miłość siostrzana pomiędzy Gertrudis i Rosą. Siostry są do siebie bardzo przywiązane i nawet po ślubie Rosy są nierozłączne. Wątek miłości damsko-męskiej w utworze rozwija się na trzech różnych poziomach, jednak zawsze w odniesieniu do postaci Ramira. Na początku autor przedstawia relację miłosną między Ramirem, a Rosą, którzy są szczęśliwym małżeństwem. Potem Ramiro zabiega o Gertrudę, dla której nie jest on obojętny, jednak finalnie zostaje przez nią odtrącony. Trzecim wątkiem miłosnym jest relacja między Ramirem i Manuelą, którzy zostają małżeństwem przez fakt nieplanowanego zajścia w ciążę Manueli.

### Pozycja kobiety w społeczeństwie
W utworze znajduje się wiele odniesień do pozycji kobiety w społeczeństwie patriarchalnym. Gertruda swoją postawą (nie chce wychodzić za mąż) manifestuje sprzeciw przeciwko panującym konwencjom społecznym. Jest osobą pewną siebie i dominującą nad wszystkimi postaciami męskimi, które pojawią się w powieści. Zarówno don Primitivo, jak i Ramiro czują wobec niej respekt pomieszany ze strachem. Kolejną manifestacją jest ślub Manueli i Ramira. Także tu rola Gertrudy jest istotna, ponieważ to ona nakazuje Ramirowi poślubić Manuelę. Małżeństwo służącej i jej pracodawcy jest kolejnym przykładem przeciwstawienia się panującym w owym czasie normom społecznym.

## Recepcja krytyczna
Dzieło to zajmuje istotne miejsce w historii literatury hiszpańskiej ponieważ zostało ono wpisane na listę 100 najważniejszych powieści napisanych w języku hiszpańskim utworzoną przez dziennik El Mundo. O pozytywnym odbiorze dzieła świadczy fakt, że książka, aby zakwalifikować się do wyżej wspomnianej listy, musiała została doceniona nie tylko przez krytyków literackich, ale także przez 20 tys. czytelników czasopisma.

## Adaptacje
Utwór był wielokrotnie adaptowany.
- W 1964 roku na jego podstawie powstał hiszpański film dramatyczny „La tía Tula” w reżyserii Miguela Picazo. Film ten otrzymał szereg nagród, w tym: nagrodę za najlepszą reżyserię podczas Międzynarodowego Festiwalu Filmu w San Sebastián.
- W 1995 na jego podstawie powstało polskie słuchowisko „Ciotka Tula” w reżyserii Jana Warenyci. Słuchowisko emitowane zostało na antenie Programu II Polskiego Radia[3].